# Edmonton Elks

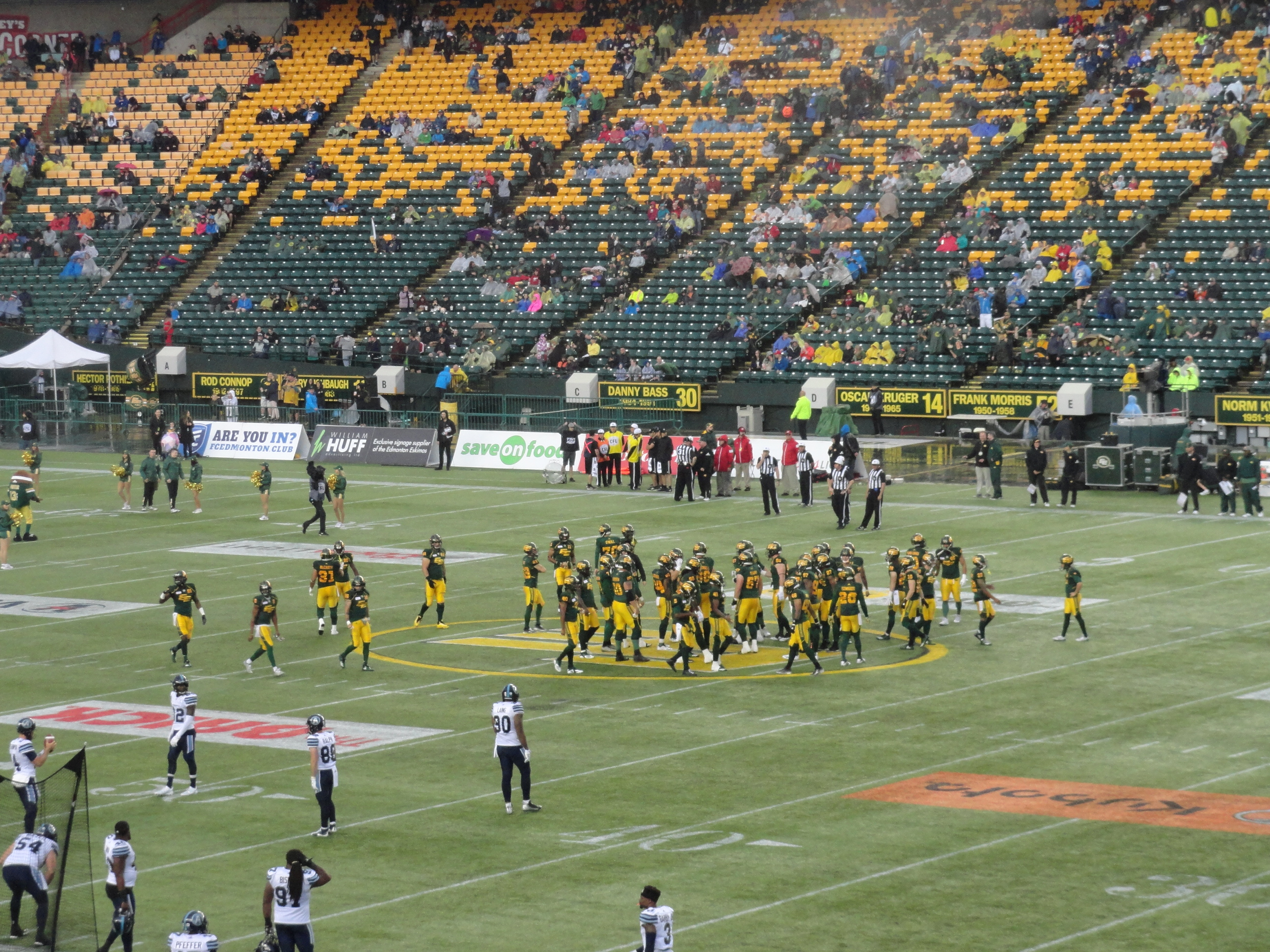
Wedstrijd tegen de Toronto Argonauts (2018)

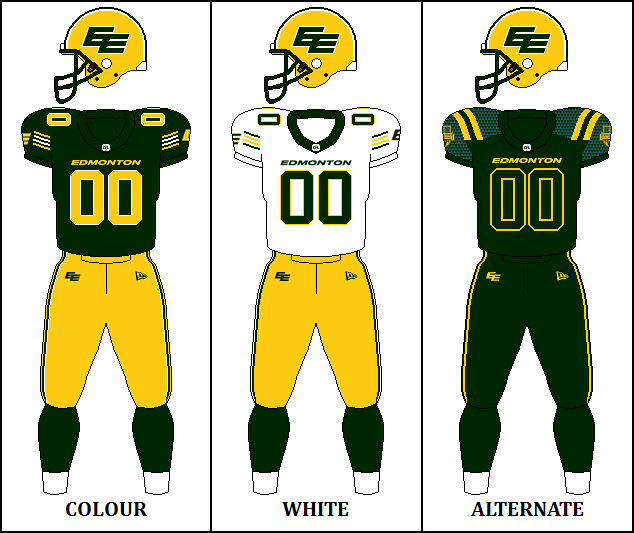
kleuren van de uitrusting van de Edmonton Eskimos in de CFL

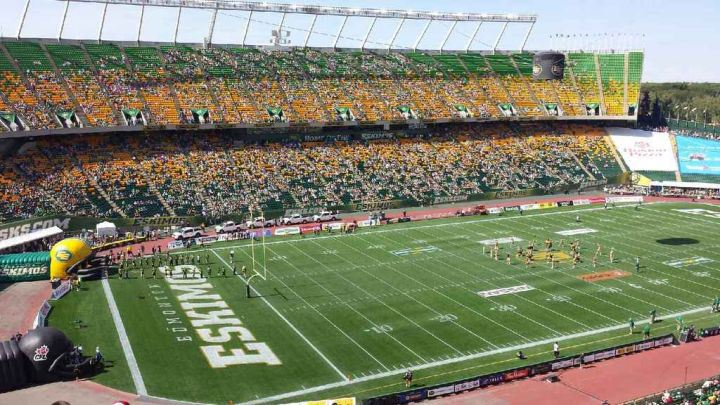
Commonwealth Stadium

De Edmonton Elks (voorheen Edmonton Eskimos), ook wel de "Elks" genoemd, zijn een Canadian footballteam dat uitkomt in de CFL. Het team komt uit Edmonton en speelt zijn thuiswedstrijden in het Commonwealth Stadium.
Ze spelen in de West Division samen met de Calgary Stampeders, BC Lions, Saskatchewan Roughriders en de Winnipeg Blue Bombers. Het eerstgenoemde team is de concurrent van de Elks aangezien beide clubs uit Alberta komen. De Elks zijn de meest succesvolle club in de CFL sinds ze de Grey Cup 14 keer wisten te winnen. Ook hebben ze het record voor de meest opeenvolgende jaren de Play-offs halen van elke professionele sport league in Noord-Amerika: tussen 1972 en 2005 werd 34 jaar lang de Play-offs gehaald.
De kleuren van de tenues zijn groen, geel en wit.